# Ogun (stát)
Ogun je jeden ze 36 států Nigérie. Leží v jihozápadní části země a jeho hlavním městem je Abeokuta. Na jihu sousedí se státem Lagos a s Beninským zálivem (jež je součástí Guinejského zálivu), na východě se státem Ondo, na severu se státy Osun a Oyo a na západě s Beninem. V roce 2022 ve státě žilo asi 6,4 milionu obyvatel. Vznikl v únoru 1976. Dominantním etnikem ve státě jsou Jorubové. 